# مستوى إسقاط

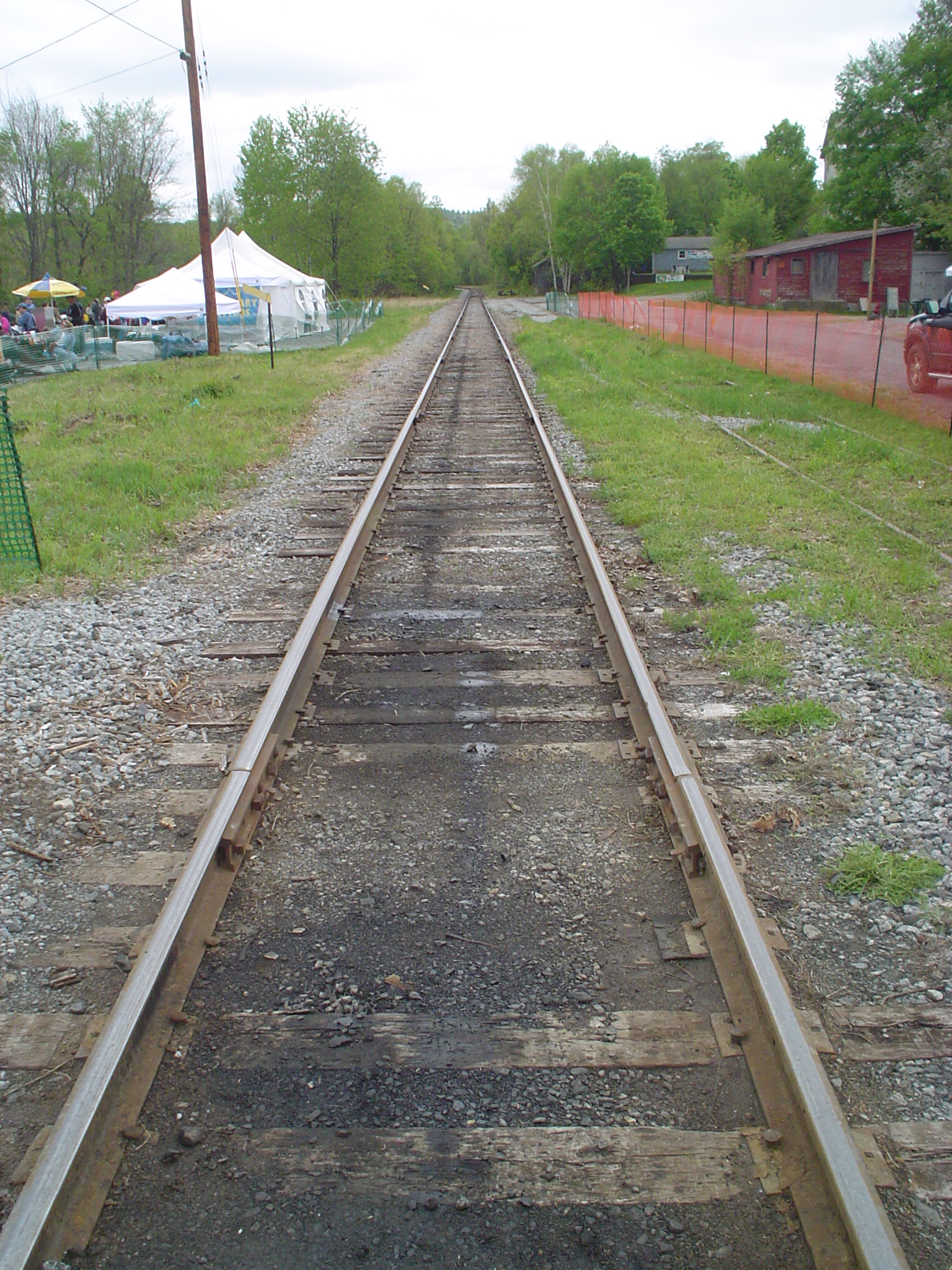
تتقاطع المستقيمات المتوازية في نقطة التلاشي في ما لا نهاية.

في الرياضيات،مستوى الإسقاط في الجبر الخطي هو مستوى في الفضاء المتجانس لمجموعة كلاسيكية. كما يعرف مستوى الإسقاط في الهندسة المنتهية على أنه مستوى في الفضاء ثلاثي الأبعاد تتحقق فيه خصائص الهندسة المستوية.